# Ганьнань-Тибетська автономна префектура
34°59′04″ пн. ш. 102°54′35″ сх. д. / 34.98449° пн. ш. 102.90975° сх. д.
Ганьнань-Тибетська автономна префектура (кит.: 甘南藏族自治州; тиб. ཀན་ལྷོ་བོད་རིགས་རང་སྐྱོང་ཁུལ་) — адміністративна одиниця другого рівня у складі провінції Ганьсу, КНР. Центр префектури і найбільше місто — Хецзо.
Префектура межує з провінціями Цинхай і Сичуань на заході та півдні відповідно.

## Адміністративний поділ
Префектура поділяється на 1 місто та 7 повітів:
| Карта                                                                         | Карта    | Карта      | Карта      | Карта            |
| ----------------------------------------------------------------------------- | -------- | ---------- | ---------- | ---------------- |
| Хецзо ② ① Джоне Жугчу Тево Мачу Лучу Сяхе ① Заповідник Ляньхуашань ② Ліньтань |          |            |            |                  |
| Статус                                                                        | Назва    | Китайською | Тибетською | Населення (2010) |
| Місто                                                                         | Хецзо    | 合作市     | གཙོས་གྲོང་ཁྱེར། | 90 290           |
| Повіт                                                                         | Джоне    | 卓尼县     | ཅོ་ནེ་རྫོང་།   | 100 522          |
| Повіт                                                                         | Жугчу    | 舟曲县     | འབྲུག་ཆུ་རྫོང་། | 132 108          |
| Повіт                                                                         | Ліньтань | 临潭县     | བ་ཙེ་རྫོང་།   | 137 001          |
| Повіт                                                                         | Лучу     | 碌曲县     | ཀླུ་ཆུ་རྫོང་།   | 35 630           |
| Повіт                                                                         | Мачу     | 玛曲县     | རྨ་ཆུ་རྫོང་།   | 54 745           |
| Повіт                                                                         | Тево     | 迭部县     | ཐེ་བོ་རྫོང་།   | 52 166           |
| Повіт                                                                         | Сяхе     | 夏河县     | བསང་ཆུ་རྫོང་། | 86 670           |